# Paratoenka (plaats)
Paratoenka (Russisch: Паратунка) is een plaats (selo) in het gemeentelijk district Jelizovski van de Russische kraj Kamtsjatka. De plaats ligt aan de bovenloop van de gelijknamige rivier Paratoenka, op 55 kilometer ten zuidwesten van het oblastcentrum Petropavlovsk-Kamtsjatski, 29 kilometer ten zuiden van de stad Jelizovo en ongeveer 19 kilometer ten westen van de gesloten stad Viljoetsjinsk (over de weg). Paratoenka telt ongeveer 1800 inwoners (2007) en 10 straten. Het is een bekend balneologisch kuuroord, door de aanwezigheid van vele heetwaterbronnen in de omtrek, die worden gevoed door vulkanische activiteit. Jaarlijks komen vele toeristen naar de plaats.

## Klimaat
De zomers in de plaats zijn gemiddeld koel (gemiddelde temperatuur in juli +11 °C) en de winters koud (gemiddelde temperatuur in januari varieert van -13 °C tot -17 °C). De gemiddelde neerslag is er vrij hoog met 1120 mm per jaar.

## Geschiedenis
De Russen ontdekten in de 18e eeuw dat zich een aantal geothermische bronnen in de omtrek van Paratoenka bevonden. Stepan Krasjeninnikov was in 1737 de eerste die de toen al bestaande Itelmeense plaats beschreef in zijn boek Beschrijving van Kamtsjatkaland. De naam van deze ostrog was Paratoena, naar haar tojon (dorpshoofd), die op zijn beurt weer was vernoemd naar de rivier de Paratoenka. De naam Paratoenka werd echter pas veel later aan de plaats gegeven.
De plaats lag eerst aan de Tarjabaai, die onderdeel vormt van de Krasjeninnikovbaai (die onderdeel vormt van de Avatsjabaai). Later werd de plaats verplaatst naar een locatie tussen de rivieren Orlovka en Tichaja, niet ver van de plaats Nikolajevka en nog later naar haar huidige locatie aan de Paratoenka.
Begin 19e eeuw ontstonden de eerste Russische nederzettingen in het gebied. Paratoenka ontstond als Russische plaats in 1851. Door veelvuldige huwelijken met de lokale Kamtsjadalen.
Heetwaterbronnen
In de loop van de tijd ontstonden bij Paratoenka en het iets zuidelijker gelegen Termalny 4 sanatoria en preventoria (profilactoria) en 19 recreatiecentra en 5 kindergezondheidskampen. De bronnen in de vele thermische velden, zoals Nizjne- (beneden), Sredne- (midden) en Verchne- (boven) paratoenski bevatten vooral sulfaat en natrium. Er bevinden zich thermische stikstofhoudende mineraalwaterbronnen (tot 61 °C) en sulfaatrijke siltbaden bij het Oetinojemeer.
Voor het gebruik van heetwater werden boorgaten gemaakt naar de ondergrond, waardoor het water werd opgepompt. De bronnen worden ook ingezet voor de winning van energie in een warmtekrachtkoppelingcentrale, die het regionale bestuur behoorlijke kostenbesparingen oplevert vanwege de hoge importkosten van energie van buiten Kamtsjatka.

## Vervoer
De plaats is verbonden met alle grote plaatsen van zuidelijk Kamtsjatka door middel van geasfalteerde wegen. Met verschillende plaatsen in de regio worden marsjroetka- en busverbindingen onderhouden en de plaats heeft een eigen heliport.
Bestuurlijk centrum: Jelizovo

Bereznjaki · Dalni · Dvoeretsje · Ganaly · Joezjnye Korjaki · Ketkino · Korjaki · Krasny · Kroetoberegovy · Lesnoj · Malka · Nagorny · Natsjiki · Nikolajevka · Novy · Paratoenka · Pinatsjevo · Pionerski · Razdolny · Severnye Korjaki · Sokotsj · Sosnovka · Svetly · Termalny · Voelkanny · Zeleny